# Музей Ефеса
Музей Ефеса знаходиться в місті Сельчук, провінція Ізмір , Туреччина. Тут знаходяться знахідки з сусіднього місця розкопок Ефеса . Найвідоміший експонат — це статуя Артеміди, знайдена в храмі Артеміди.  Музей розділений на два відділи: археологічний та етнографічний.
Музей закрився наприкінці 2012 року та знову відкрився в листопаді 2014 року після масштабної реконструкції. Він відкритий для відвідувачів у будь-який день року.  

## Відділи археологічного музею Ефесу
- Терасові будинки (Teras Evler) Булунтуларі Салону – виставка артефактів, знайдених у розкопках терасових будинків Ефесу.
- Зал знахідок з джерела (Çeşme Buluntuları Salonu) – експозиція артефактів, знайдених у джерелах і водних системах Ефесу.
- Зал нових та малих знахідок (Yeni Bulgular ve Küçük Bulgular Salonu) – виставка нещодавно знайдених артефактів та дрібних предметів побуту.
- Великий двір (Büyük Avlu) – відкритий простір, що використовувався для демонстрації великих артефактів і архітектурних елементів.
- Зал похоронних знахідок (Mezar Buluntuları Salonu) – експозиція, що містить артефакти, знайдені в гробницях, а також похоронні предмети.
- Зал Артеміди Ефеської (Efes Artemis Salonu) – колекція, присвячена статуям і артефактам, пов'язаним із культами Артеміди.
- Зал імператорських культів (İmparator Kültleri Salonu) – виставка, що присвячена культам імператорів та релігійним практикам, пов'язаним із ними.
- Малий двір (Küçük Avlu) – менш значуща, але все ж важлива частина музею, де виставляються артефакти та виставки меншого масштабу.

## Видатні роботи

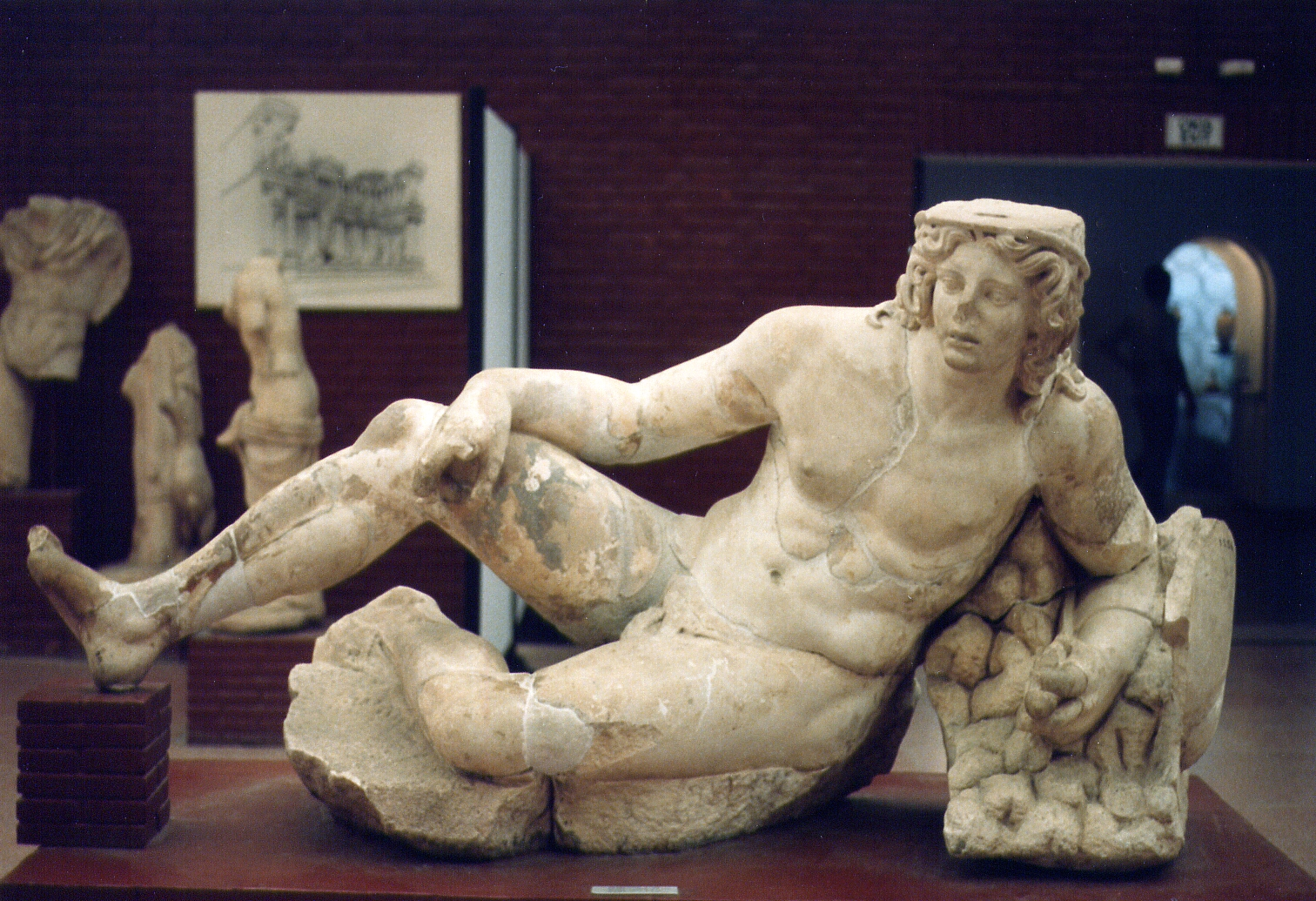
Відпочиваюча статуя воїна.

### Відпочиваючий воїн
Під час розкопок фонтану Поліо був виявлений молодий воїн, зображений у напівлежачому положенні. Вага тіла статуї спирається на ліву руку, яка спирається на камінь. У воїна хвилясте волосся, зібране пов'язкою на чолі, і спокійний вираз обличчя. Він тримає в руці щит і меч в руці. Ліва нога витягнута назад в коліні, а права зігнута в коліні і витягнута вперед. 

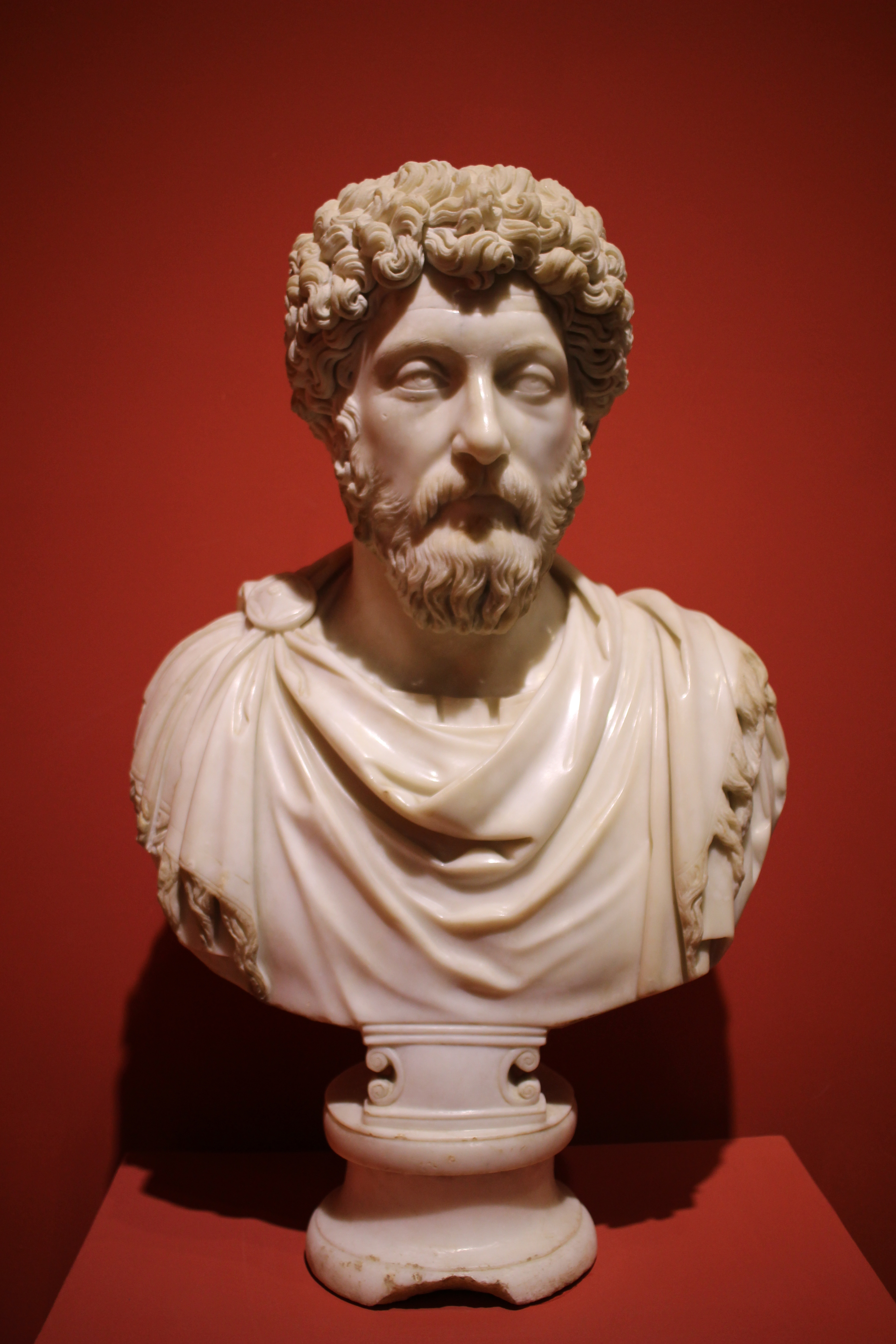
Ефеський музей Марка Аврелія

### Марк Аврелій
Біла мармурова статуя Марка Аврелія, римського імператора та філософа- стоїка, демонструє чудову майстерність.На чолі імператора помітні зморшки, і він носить палудаментум, прикріплений до правого плеча фібулою. Інша сторона роботи залишається необробленою. Це відноситься до Римського періоду, який датований II століттям н.е. 

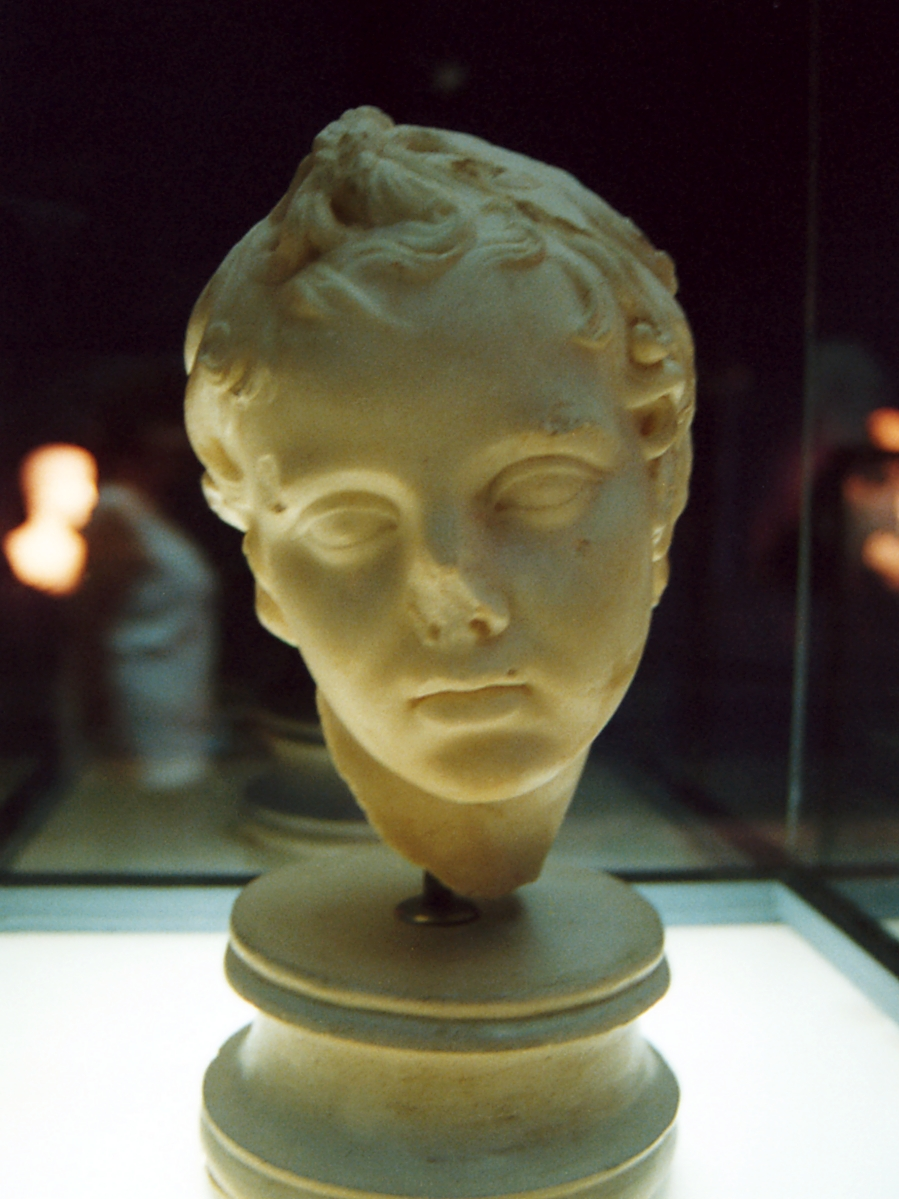
Ерос, мармурова голова, 2 р. до н. століття

### Голова Ероса
Статуя голови Ероса з білого мармуру демонструє чудову роботу, але вона зламана на шиї. Ерос зображений трохи нахиленим вправо, дивлячись у бік лука, який він тримає. Статуя має невинний і дитячий вираз обличчя та має кучеряве волосся, закручене від середини до спини. Ця статуя є копією роботи Лісіппа «Ерос, який натягує свій лук», зробленої між 330-320 роками до нашої ери. 

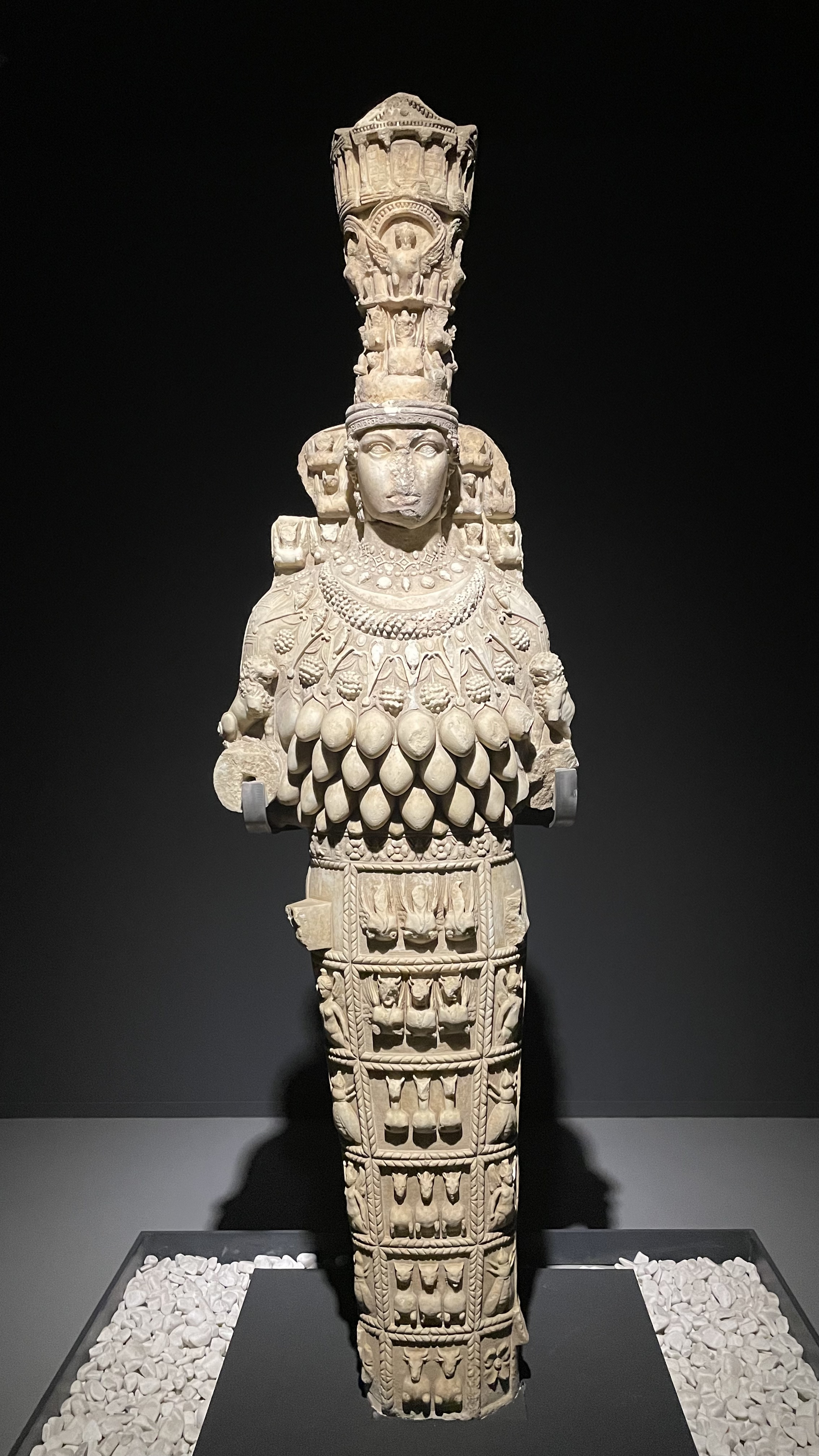
Статуя Артеміди в Ефесі

### Артеміда
Артеміда демонструє характеристики, інтегровані з Кібелою, богинею-матір’ю Анатолії з доісторичних часів. Статуя Артеміди має високу колоноподібну форму храму та складається з трьох ярусів. На її вухах є сережки, на шиї — перлова намисто, а під грудьми можна побачити чотири ряди горошин, що символізують родючість і достаток. На статуї є чотиричастинна підвіска Артеміди, а її талію оточує тонкий пояс, прикрашений мотивами бджоли, що є символом Ефесу. На кожному прямокутному полі розміщені фігури, такі як леви, барани, олені, грифони та бджоли. 

## Зовнішні посилання
- Офіційний веб-сайт [Архівовано 2022-11-27 у Wayback Machine.]   </link>
- Фотографії з музею [Архівовано 2017-05-27 у Wayback Machine.]   </link>
- Ephesus Museum, Selçuk. sacred-destinations.com. Архів оригіналу за 12 січня 2011. Процитовано 7 січня 2011.

## Галерея

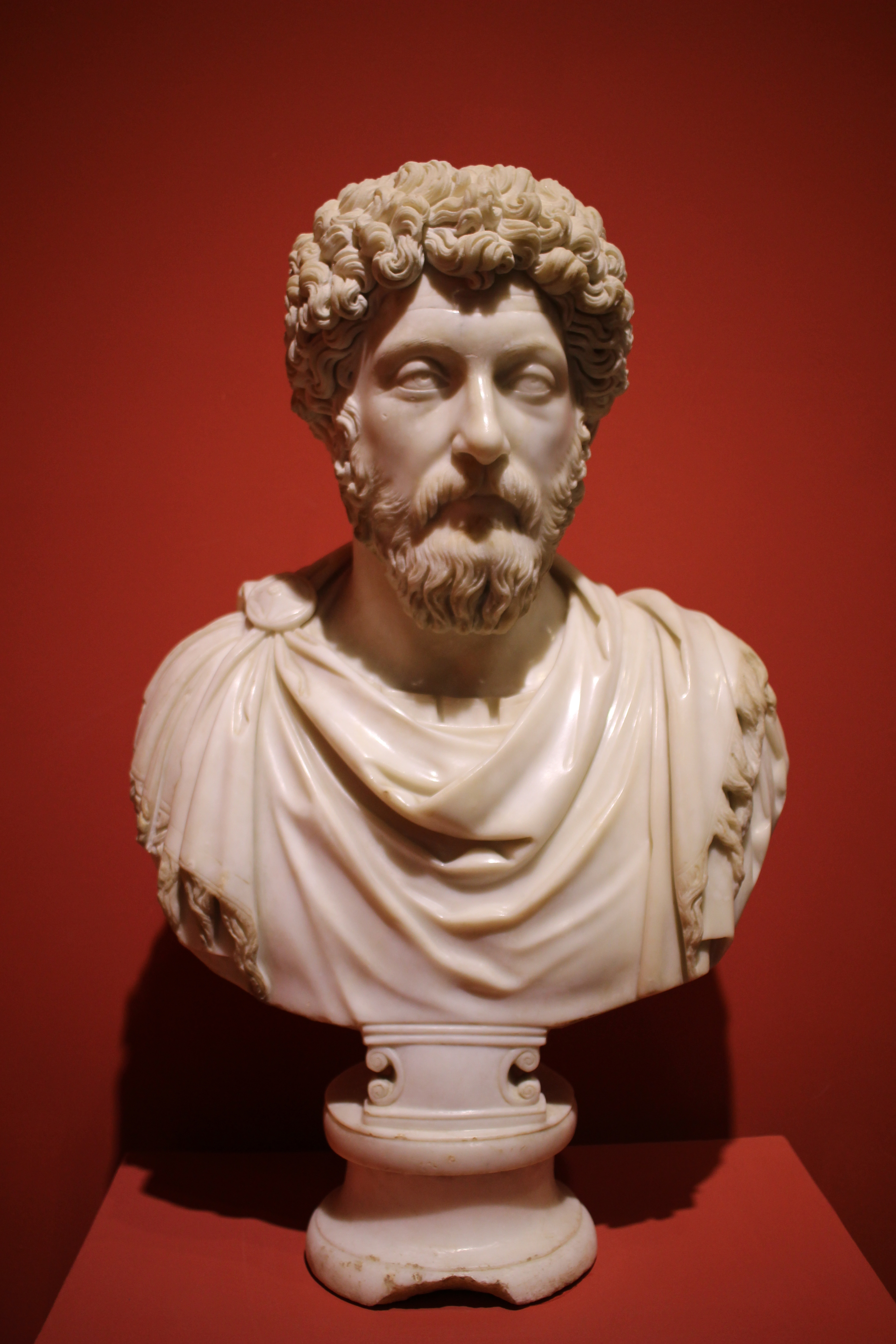
Марк Аврелій, 2 століття нашої ери
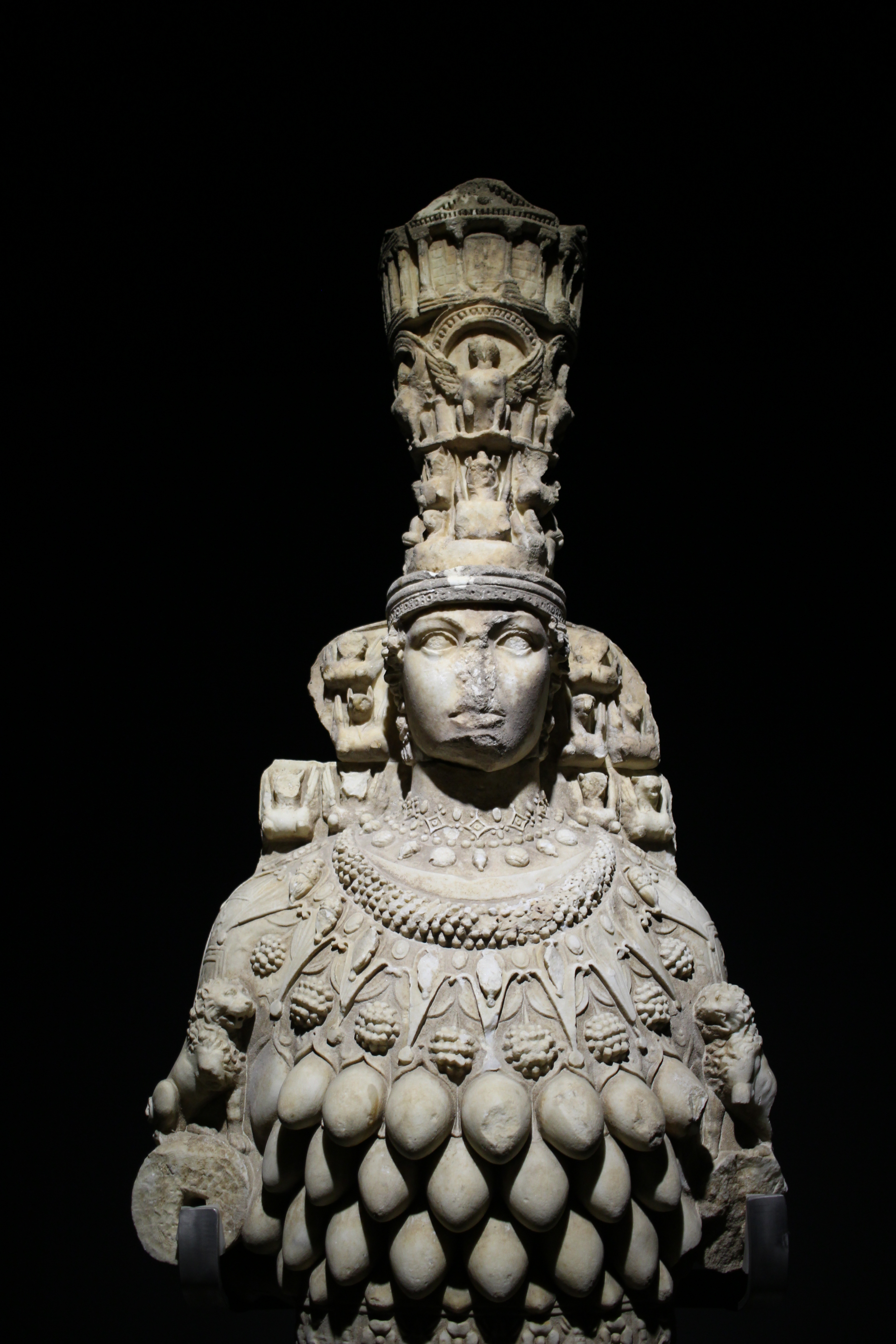
Артеміда
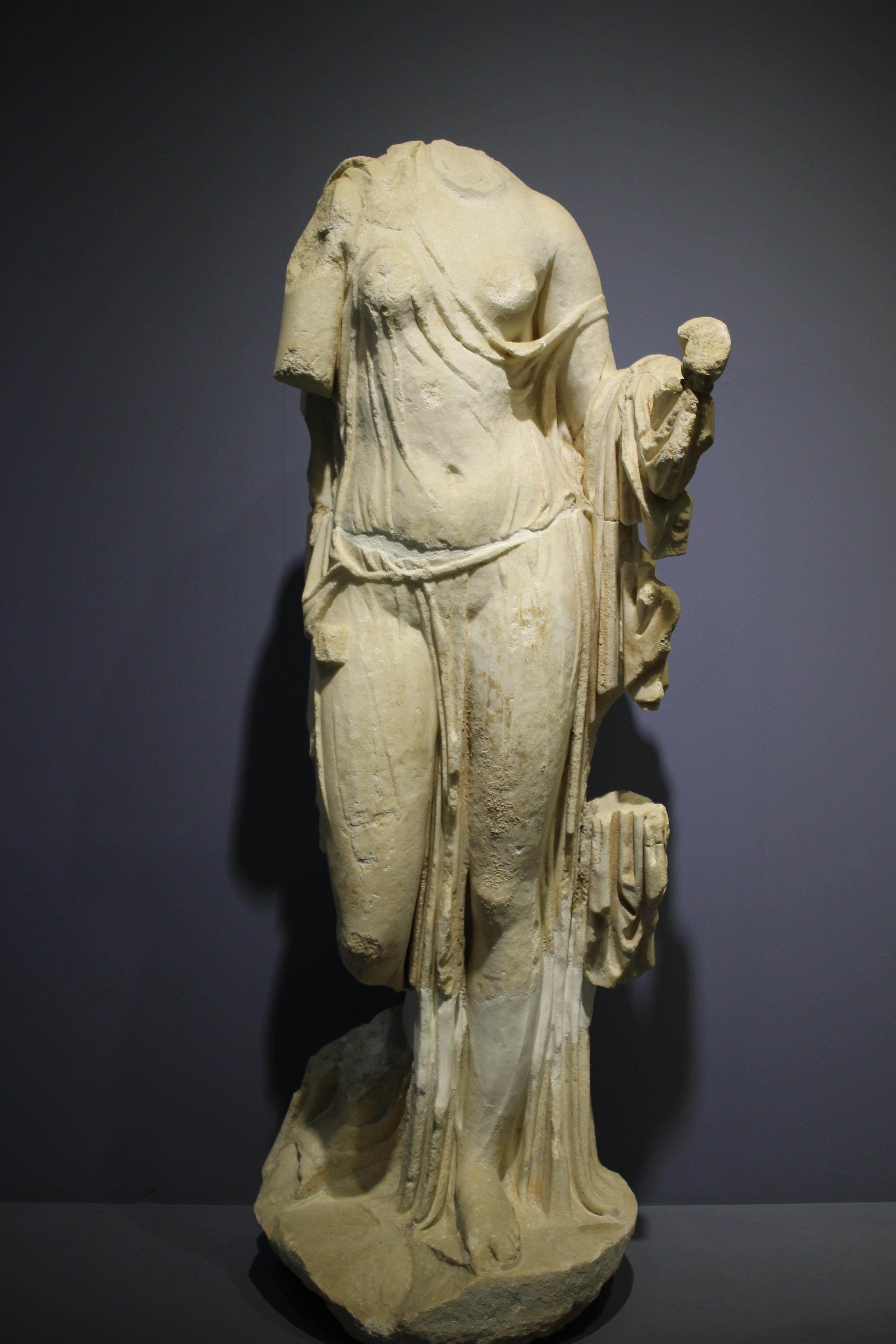
Афродіта, 2 століття нашої ери
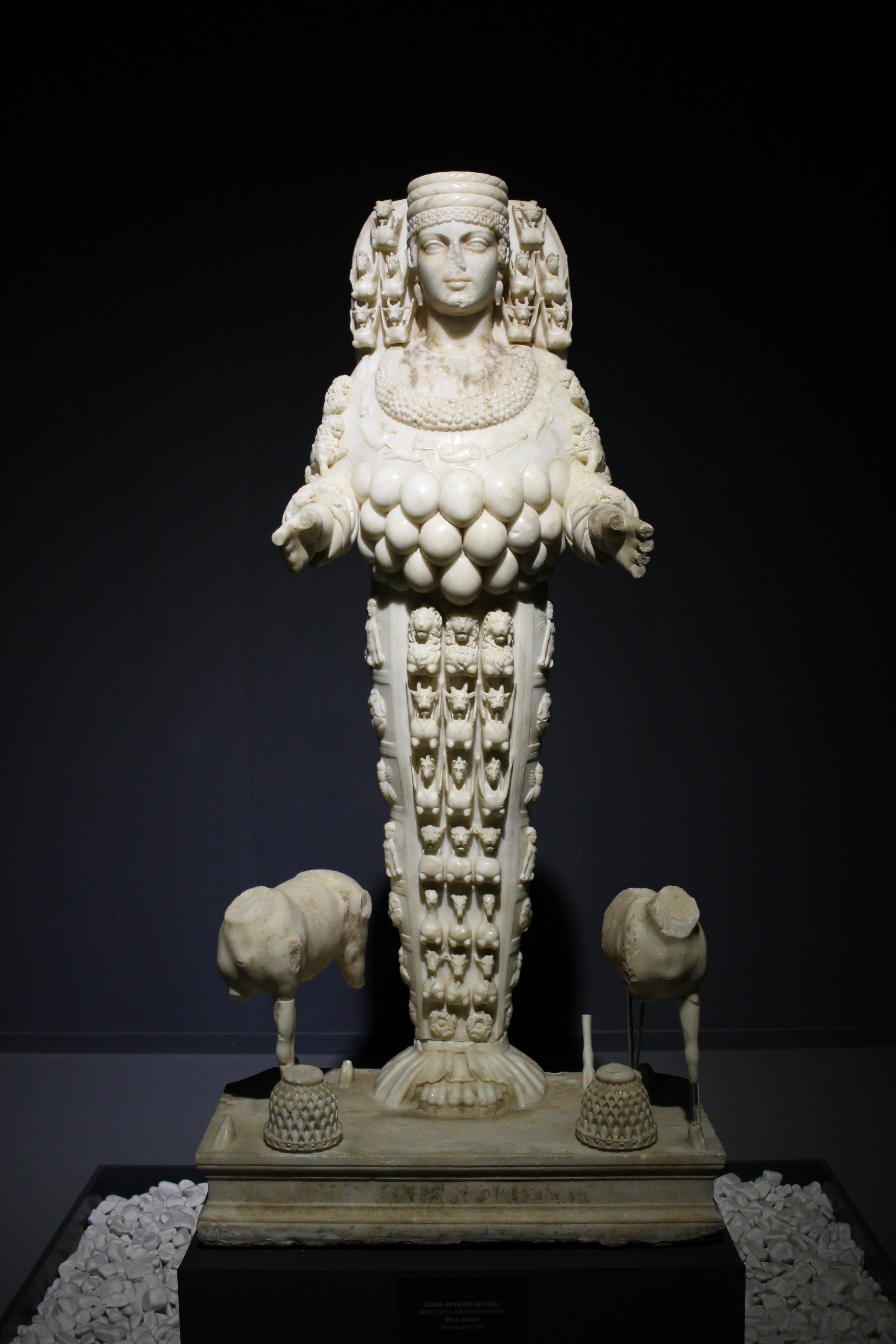
Артеміда Ефеська
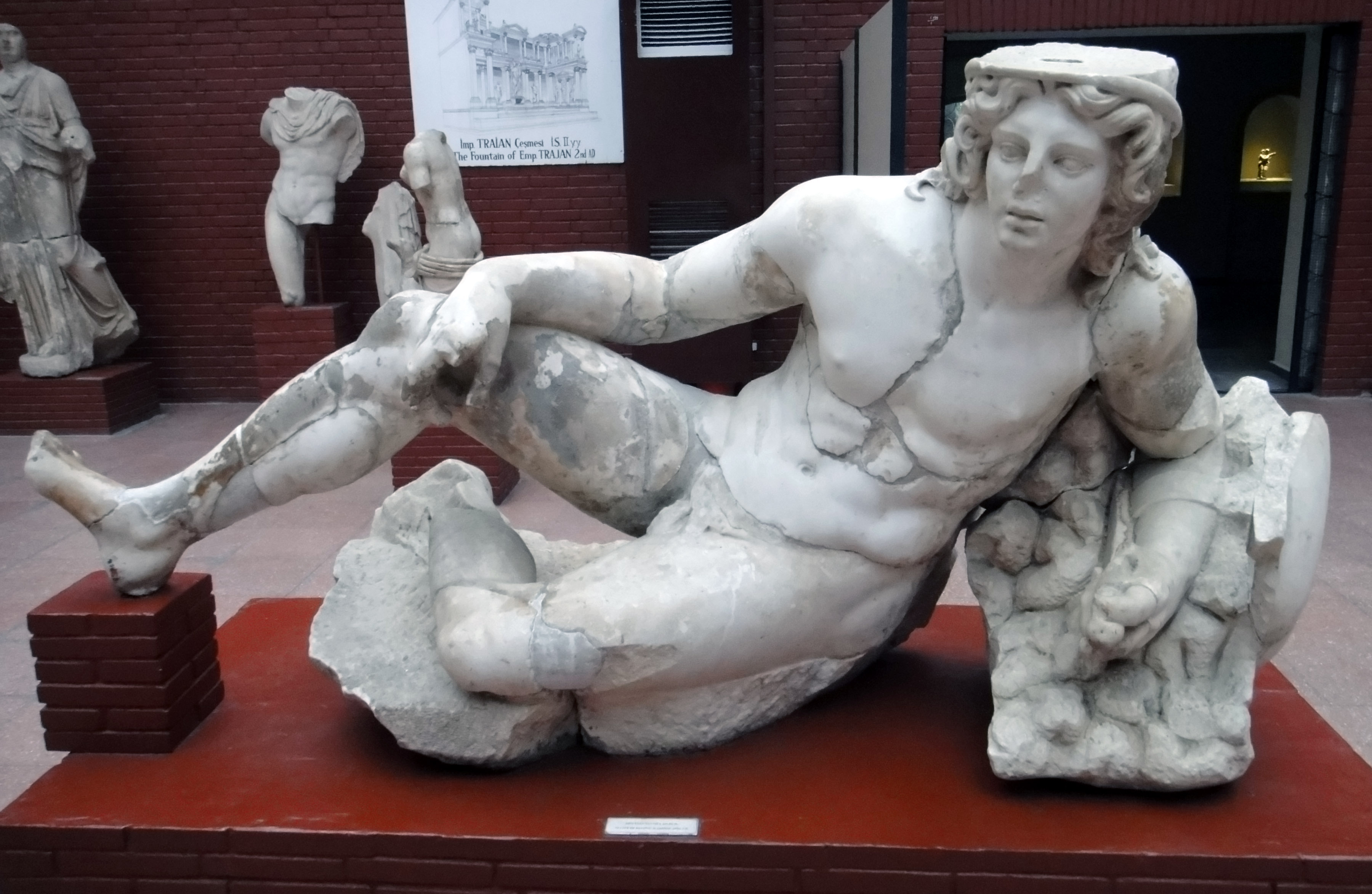
Відпочиваючий воїн
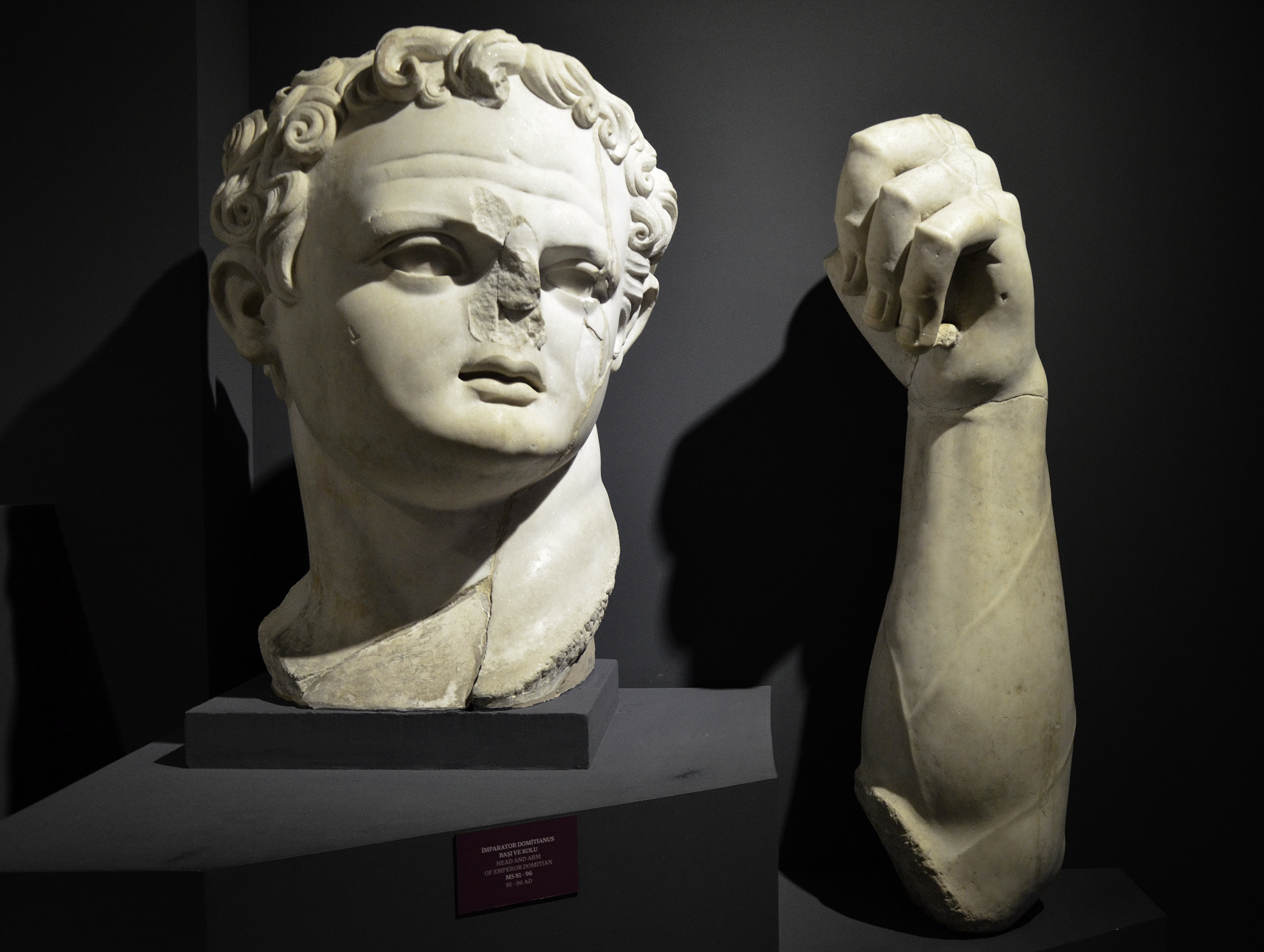
Доміціан
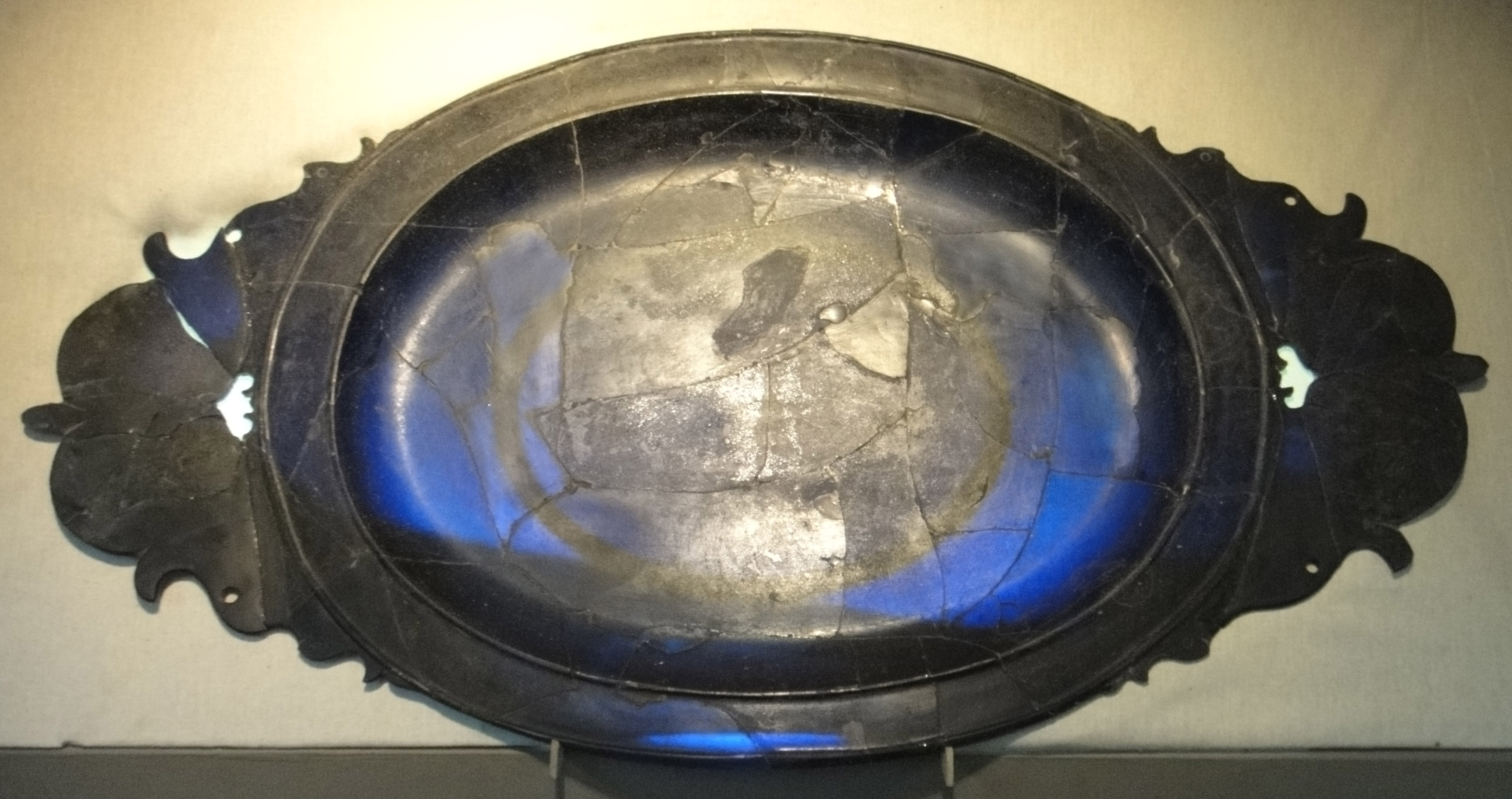
Скляна таця II століття нашої ери
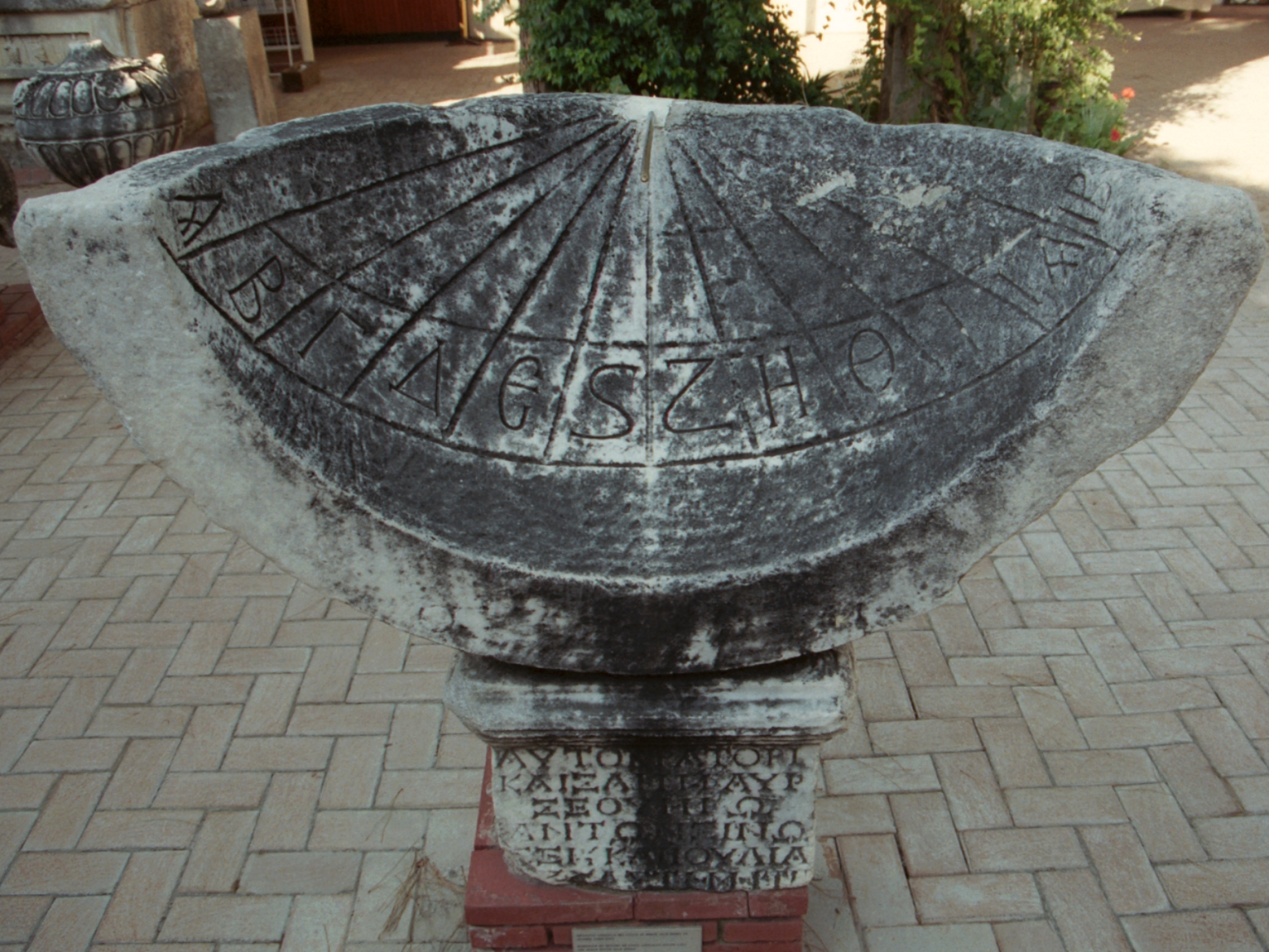
Сонячний годинник
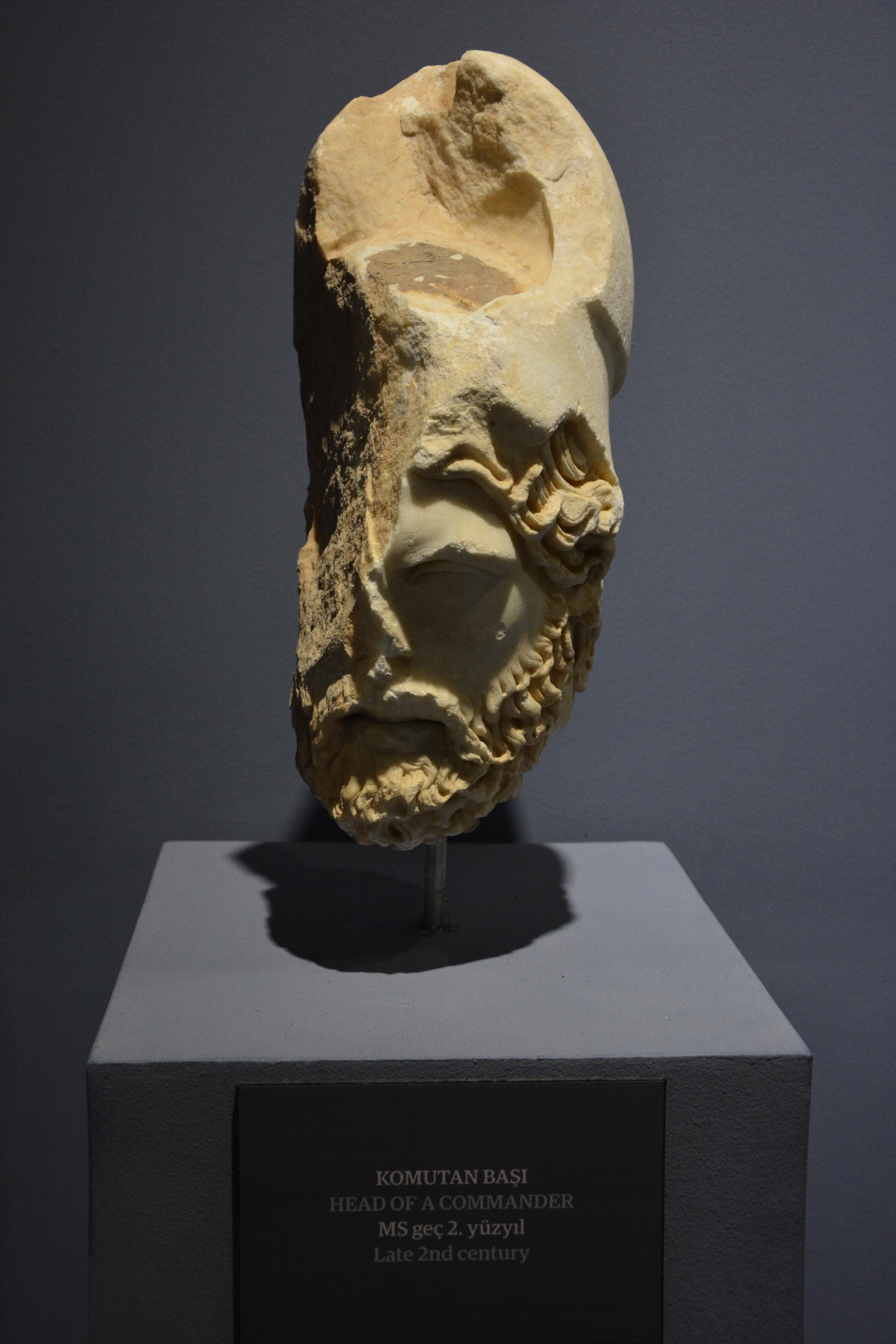
Статуя голови полководця, кінець 2 століття нашої ери